# Lew Wladimirowitsch Myssowski

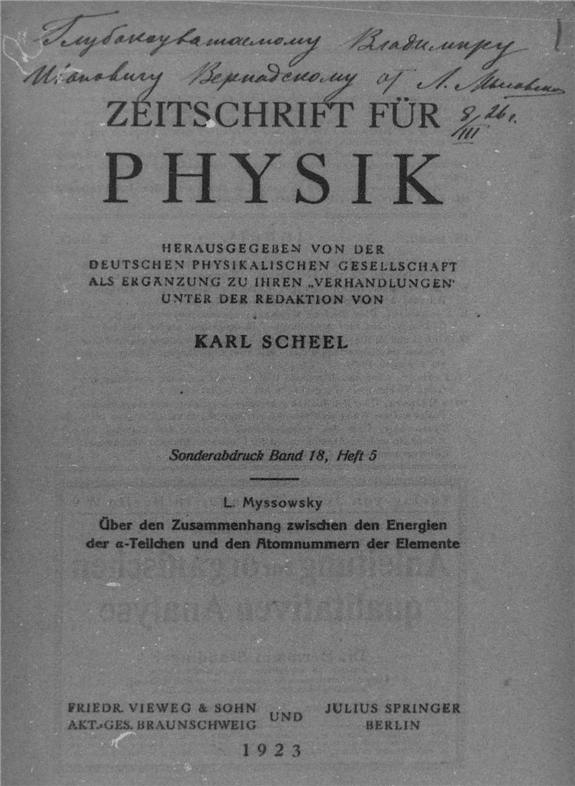
Sonderabdruck aus der Zeitschrift für Physik

Lew Wladimirowitsch Myssowski (russisch Лев Владимирович Мысовский; * 18. Februar 1888 in Saratow; † 29. August 1939 in Leningrad) war ein russischer bzw. sowjetischer Physiker.
Myssowski war der Sohn eines Militärarztes und ging in Odessa zur Schule. Er studierte Physik in Sankt Petersburg und war nach dem Abschluss zunächst Lehrer. 1918 trat er in das Röntgen-Institut ein, wo er die Radium-Abteilung mit aufbaute. Bei Gründung des Radium-Instituts 1922 wurde er Leiter der physikalischen Abteilung. Neben radioaktiven Elementen und Kernphysik befasste er sich mit kosmischer Strahlung, wobei er Pionierarbeiten in der Sowjetunion dazu verrichtete (Abhängigkeit von Luftdruck und geographischer Breite, Absorption in Seen, Einsatz von Emulsionen bei der Detektion, Nachweis von Neutronen in der kosmischen Strahlung in Nebelkammern u. a.), und Beschleunigertechnologie. Er lehrte auch am Polytechnikum in Leningrad und an der Landwirtschaftlichen Hochschule in Leningrad.
Ab 1932 baute er mit Kurtschatow nach dem Vorbild des Zyklotrons in Berkeley ein eigenes Zyklotron am Radium-Institut, das 1937 in Betrieb ging. Das war das erste größere europäische Zyklotron, von Pionierarbeiten von  Jean Thibaud in Frankreich abgesehen, die aber wenig beachtet wurden.
Er setzte auch Gammastrahlenquellen zur Detektion von Fehlern in Metallplatten ein.

## Schriften
- Die kosmische Strahlung, 1929 (Russisch)